# 戴時雍
戴時雍（？—？），字逢堯，號龍峯，江西饒州府浮梁縣人，民籍，明朝政治人物。官至两淮鹽運使。

## 生平
嘉靖二十五年（1546年）丙午科江西鄉試第四十五名舉人，三十二年（1553年）中式癸丑科會試第一百四十九名，二甲第六十六名進士。吏部觀政，授刑部主事，升員外郎、郎中，隆庆元年（1567年）官河南陳州知州。隆慶五年（1571年），戴時雍任雲南廣西府知府時，改築磚城，周四里有奇，高一丈八尺，設四門：東曰拱化、南曰清波、西曰獻瑞、北曰擁祥，明末被沙賊焚毀。府城西關內有戴蔡陳高四公祠，祀明知府戴時雍、蔡應科、陳忠高、梁楷，有建城開學築壩之功，春秋祀之。
萬曆二年（1574年）正月，戴時雍升任兩淮都轉運鹽使司運使。

## 家族
曾祖戴城，壽官；祖父戴晅，貢士；父戴鏓，典儀。母侯氏。兄戴時盛，弟戴時亮、戴時會。